# Навра (Куявсько-Поморське воєводство)
Навра (пол. Nawra, нім. Nawra, 1942-45: Nefer) — село в Польщі, у гміні Хелмжа Торунського повіту Куявсько-Поморського воєводства.
Населення — 477 осіб (2011).
У 1975-1998 роках село належало до Торунського воєводства.

## Демографія
Демографічна структура станом на 31 березня 2011 року:
|          | Загалом | Допрацездатний вік | Працездатний вік | Постпрацездатний вік |
| -------- | ------- | ------------------ | ---------------- | -------------------- |
| Чоловіки | 233     | 49                 | 166              | 18                   |
| Жінки    | 244     | 47                 | 149              | 48                   |
| Разом    | 477     | 96                 | 315              | 66                   |